# یان توماشفسکی
یان توماشفسکی (انگلیسی: Jan Tomaszewski؛ زادهٔ ۹ ژانویهٔ ۱۹۴۸) بازیکن فوتبال اهل لهستان است.
از باشگاه‌هایی که در آن بازی کرده‌است می‌توان به باشگاه فوتبال شلاسک وروتسواف، باشگاه فوتبال هرکولس، و باشگاه فوتبال لگیا ورشو اشاره کرد.
وی همچنین در تیم ملی فوتبال لهستان بازی کرده‌است.